# 주간 포켓몬 방송국
주간 포켓몬 방송국(일본어: 週刊ポケモン放送局)은 2002년 10월 15일부터 2004년 9월 28일까지 TV 도쿄 계열에서 방송된 버라이어티 프로그램이다. 2004년 10월 5일부터는 포켓몬☆선데이에 인수되었다.

## 포켓몬스터 사이드 스토리
포켓몬스터 사이드 스토리(일본어: ポケットモンスター サイドストーリー)는 2002년 12월부터 애니메이션의 주인공 한지우와 관계가 있는 인물을 주인공으로 한 애니메이션으로, 주간 포켓몬 방송국에서 총 16화로 방송됐다.

### 에피소드 목록
| 화수 | 제목                                                                                                   | 본방송일자 (일본) |
| ---- | --- | ----------------- |
| 1    | "タケシ!ニビジムをすくえ!(타케시(웅이)! 니비짐(회색 체육관)을 구하라!)"                                | 2002년 12월 3일   |
| 2    | "ハナダジムのリベンジマッチ!(하나다 짐에서의 리벤지 매치!)"                                            | 2002년 12월 10일  |
| 3    | "がんばれ!前向きロケット団(힘내라! 나아가는 로켓단)"                                                   | 2002년 12월 17일  |
| 4    | "オーキド邸だいけっせん!!(오키드(오박사) 저택 대 결전!!)"                                              | 2003년 1월 14일   |
| 5    | "カスミ!ブルーバッジをゲットせよ!(카스미(이슬이)! 블루 뱃지 차지해라!)"                                | 2003년 2월 25일   |
| 6    | "出会いのミレニアムタウン/アルバイトはたいへんニャース!?(만남의 밀레니엄 타운/아르바이트는 힘들다냐!)" | 2003년 3월 4일    |
| 7    | "ポケモン捜査網!オーキド博士をさがせ!!(포켓몬 조사망! 오키드 박사(오박사)를 찾아라!!)"                 | 2003년 4월 8일    |
| 8    | "迷探偵ニャース参上!/メイッコルリリは大迷惑?(수수께끼 탐정 냐스 등장!/메잇코 루리리는 대미혹?)"        | 2003년 6월 17일   |
| 9    | "カスミ真剣勝負!命かけます!?(카스미(이슬이) 진검승부! 목숨을 겁니다!?)"                                | 2003년 9월 2일    |
| 10   | "ロケット団 愛と青春の原点(로켓단 사랑과 청춘의 출발점)"                                               | 2003년 9월 30일   |
| 11   | "もうひとつのセレビィ伝説(또 하나의 세레비 전설)"                                                      | 2003년 10월 7일   |
| 12   | "マサラタウン、ポケモントレーナーの旅立ち(마사라타운(태초 마을), 포켓몬 트레이너의 첫 출발)"           | 2003년 10월 14일  |
| 13   | "ポケモン研究者シゲルと復活のプテラ(포켓몬 연구자 시게루(바람이)와 부활의 프테라)"                     | 2004년 3월 16일   |
| 14   | "カスミとラブカス!ラブバトル!(카스미(이슬이)와 러브카스! 러브배틀!)"                                   | 2004년 9월 14일   |
| 15   | "ナナコとリザードン!炎の猛特訓!(나나코와 리자돈! 화염의 맹특훈!)"                                      | 2004년 9월 21일   |
| 16   | "天駆ける伝説 ヒロシとファイヤー!(하늘을 날으는 전설 파이어와 히로시(훈이)!)"                          | 2004년 9월 28일   |